# Zariczne (obwód odeski)
Zariczne (ukr. Зарічне) – wieś na Ukrainie, w obwodzie odeskim, w rejonie białogrodzkim, w hromadzie Łyman. W 2001 liczyła 315 mieszkańców.